# De beste van De Dijk
De beste van De Dijk is een verzamelalbum van de Nederlandse band De Dijk, uitgebracht in 1985.

## Nummers
| Nr. | Titel                          | Schrijver(s)                                                    | Duur |
| --- | ------------------------------ | --------------------------------------------------------------- | ---- |
| 1.  | Binnen zonder kloppen          | Pim Kops, Huub van der Lubbe                                    | 4:46 |
| 2.  | Wat nog meer                   | Pim Kops, Huub van der Lubbe                                    | 4:12 |
| 3.  | De cowboy met de witte hoed    | Hans van der Lubbe, Huub van der Lubbe                          | 3:24 |
| 4.  | Veel nacht en weinig maan      | Pim Kops, Huub van der Lubbe                                    | 4:50 |
| 5.  | Nooit meer terug               | Hans van der Lubbe, Huub van der Lubbe                          | 4:08 |
| 6.  | Groot hart                     | Nico Arzbach, Huub van der Lubbe                                | 3:15 |
| 7.  | Dit bittere eind               | Hans van der Lubbe, Huub van der Lubbe                          | 4:24 |
| 8.  | Je zou me nou eens moeten zien | Nico Arzbach, Huub van der Lubbe                                | 3:15 |
| 9.  | Elke keer                      | Hans van der Lubbe, Antonie Broek, Pim Kops, Huub van der Lubbe | 2:40 |
| 10. | Elke dag een nieuwe hoed       | Nico Arzbach, Huub van der Lubbe                                | 3:08 |
| 11. | Nergens zonder haar            | Nico Arzbach, Huub van der Lubbe                                | 3:05 |
| 12. | Bloedend hart (live-versie)    | Huub van der Lubbe, B. Stelder                                  | 3:48 |
| 13. | Zoveel ik kan (live-versie)    | B. Stelder, Huub van der Lubbe                                  | 2:41 |
| 14. | Koud en eenzaam                | Huub van der Lubbe, J. Robijns                                  | 2:08 |